# Reakcja analizy
Reakcja  analizy, reakcja rozkładu – reakcja chemiczna, w której związek chemiczny ulega rozpadowi na pierwiastki lub mniejsze cząsteczki.
Przykłady:
2CuO → 2Cu + O2↑
NH4Cl → NH3↑ + HCl↑
Szczególnym przypadkiem takiej reakcji jest degradacja związku chemicznego.